# 野本建吾
野本 建吾（のもと けんご、1992年4月25日 - ）は、兵庫県出身のバスケットボール選手である。ポジションはパワーフォワード。身長200cm、体重99kg。
B.LEAGUEの川崎ブレイブサンダースに所属している。
2013年・2015年にはユニバーシアード日本代表、2014年・2016年には日本代表、2017年にはU-24日本代表に選ばれた。

## 来歴
兵庫県尼崎市出身。尼崎市立小園小学校4年生の時に、父の勧めでバスケットボールを始める。地元の中学校に進んだが、1年次の6月にはバスケットボールの強豪として知られていた北陸高校の付属中学校に転校する。
そのまま北陸高校に進学し、1年次より同級生の坂東拓とともにベンチメンバーに入る。2010年の第41回全国高等学校バスケットボール選抜優勝大会では坂東、藤永佳昭らとともに、チーム史上初となる優勝を果たした。
高校卒業後は青山学院大学に進学。2011年の新人戦トーナメントでは新人王に選ばれ、翌2012年の新人戦では優秀選手賞を受賞。またこの年には李相佰杯争奪日韓学生バスケットボール競技大会に、日本選抜チームの一員として出場した。2013年のインカレで青山学院大は3位に入賞、野本は優秀選手賞を受賞した。
大学4年次の2015年、東芝神奈川（後の川崎ブレイブサンダース）にアーリーエントリー制度によって入団。在籍した4シーズンの間、食事を見直し肉体改造を図るなどしたが、1試合平均の出場時間は10分前後に留まり、十分な出場時間が得られなかった。2017-18シーズン終了後、野本と川崎との契約が満了となり、野本は自由交渉リストに記載された。
2018年6月29日、秋田ノーザンハピネッツへの移籍が発表された。2019年2月には3x3の日本代表候補強化合宿に招集された。
2020-21シーズンを持って秋田を退団し、群馬クレインサンダーズに移籍。
2025年6月3日、川崎ブレイブサンダースに7季ぶりに復帰。

## 個人成績
| シーズン | チーム | GP | GS | MPG  | FG%  | 3P%  | FT%  | RPG | APG | SPG | BPG | TO  | PPG |
| -------- | ------ | -- | -- | ---- | ---- | ---- | ---- | --- | --- | --- | --- | --- | --- |
| 2014-15  | 東芝   | 7  | 0  | 7.9  | 21.1 | 25.0 | 75.0 | 1.3 | 0.1 | 0.4 | 1.0 | 0.9 | 2.3 |
| 2015-16  | 東芝   | 39 | 8  | 10.1 | 38.5 | 14.3 | 76.2 | 1.2 | 0.5 | 0.4 | 1.0 | 0.7 | 2.4 |
| 2016-17  | 川崎   | 54 |    | 9.5  | 52.8 | 0.0  | 58.5 | 1.6 | 0.5 | 0.2 | 0.1 | 0.5 | 3.0 |
| 2017-18  | 川崎   | 56 |    | 8.0  | 37.0 | 0.0  | 55.3 | 1.2 | 0.8 | 0.2 | 0.1 | 0.5 | 1.8 |
| 2018-19  | 秋田   |    |    |      |      |      |      |     |     |     |     |     |     |

### プレーオフ成績
| シーズン | チーム | GP | GS | MPG  | FG%  | 3P%  | FT%  | RPG | APG | SPG | BPG | PPG |
| -------- | ------ | -- | -- | ---- | ---- | ---- | ---- | --- | --- | --- | --- | --- |
| 2017-18  | 川崎   | 2  | 0  | 1.17 | .000 | .000 | .000 | 0.5 | 0   | 0   | 0   | 0   |

## 人物・エピソード
- 川崎時代は、一日1,300グラムの米を食べていた[4]。
- 座右の銘は七転び八起き[9]。たくさん寝る事がゲン担ぎ、オフコートでは、おっとりした性格。